# George Hamilton, I baronetto di Donalong
Sir George Hamilton I Baronetto di Donalong (1607 – 1679) è stato un militare scozzese, uno dei proprietari delle miniere d'argento del Knockaunderrig prima della guerra civile inglese.

## Biografia
Era il quarto figlio di James Hamilton, I conte di Abercorn, e di sua moglie Marion Boyd.
Nel 1649 venne nominato colonnello di fanteria. Nel mese di ottobre 1650, era il comandante a Nenagh quando Ireton arrivò ad assediare i parlamentari. Inizialmente resistette alla sfida, poi si arrese quando Ireton minacciò di far breccia nelle mura con l'artiglieria. Le terre di Hamilton furono confiscate e andò in esilio a Parigi.
Dopo la Restaurazione, fu nominato da Carlo II baronetto nel 1660.

## Matrimonio
Sposò Mary Butler, sorella di James Butler, I duca di Ormonde. Ebbero nove figli:
- Col. James Hamilton (1620-1673);
- Sir George Hamilton (1621-1676), conte di Hamilton, Maréchal de Camp, sposò Frances Jennings, sorella della duchessa di Marlborough ed ebbero figli;
- Elizabeth Hamilton (1641-1708), sposò nel 1664 Philibert, comte de Gramont (morto nel 1707) ed ebbero figli;
- Anthony Hamilton, conte di Hamilton (1646-1720) è stato un giacobita e un noto autore;
- Thomas Hamilton;
- Richard Hamilton (morto nel 1717);
- John Hamilton (morto il 12 luglio 1691), conte di Hamilton, sposò nel gennaio 1690, Elizabeth Macan ed ebbero figli;
- Lucia Hamilton (morta nel 1676), sposò nel 1674 Sir Donough O'Brien, I Baronetto;
- Margaret Hamilton, sposato nel luglio 1674 Matteo Forde di Seaforde.

## Ascendenza
|                                              |                          |                              | Genitori                           |  |  | Nonni |  |  | Bisnonni                          |  |  | Trisnonni                        |  |
|                                              |                          |                              |                                    |  |  |       |  |  | James Hamilton, II conte di Arran |  |  | James Hamilton, I conte di Arran |  |
|                                              |                          |                              |                                    |  |  |       |  |  | James Hamilton, II conte di Arran |  |  | James Hamilton, I conte di Arran |  |
|                                              |                          | Janet Bethune                |                                    |  |  |       |  |  | James Hamilton, II conte di Arran |  |  |                                  |  |
| Claud Hamilton, I lord Paisley               |                          |                              |                                    |  |  |       |  |  | James Hamilton, II conte di Arran |  |  |                                  |  |
|                                              |                          | lady Margaret Douglas        | James Douglas, III conte di Morton |  |  |       |  |  |                                   |  |  |                                  |  |
|                                              |                          | lady Margaret Douglas        | James Douglas, III conte di Morton |  |  |       |  |  |                                   |  |  |                                  |  |
|                                              |                          | lady Margaret Douglas        | Catherine Stewart                  |  |  |       |  |  |                                   |  |  |                                  |  |
| James Hamilton, I conte di Abercorn          |                          | lady Margaret Douglas        |                                    |  |  |       |  |  |                                   |  |  |                                  |  |
|                                              |                          | George Seton, VII lord Seton | George Seton, VI lord Seton        |  |  |       |  |  |                                   |  |  |                                  |  |
|                                              |                          | George Seton, VII lord Seton | George Seton, VI lord Seton        |  |  |       |  |  |                                   |  |  |                                  |  |
|                                              |                          | George Seton, VII lord Seton | Elizabeth Hay                      |  |  |       |  |  |                                   |  |  |                                  |  |
| Margaret Seton                               |                          | George Seton, VII lord Seton |                                    |  |  |       |  |  |                                   |  |  |                                  |  |
|                                              |                          | Isabel Hamilton              | sir William Hamilton               |  |  |       |  |  |                                   |  |  |                                  |  |
|                                              |                          | Isabel Hamilton              | sir William Hamilton               |  |  |       |  |  |                                   |  |  |                                  |  |
|                                              |                          | Isabel Hamilton              | Jean Campbell                      |  |  |       |  |  |                                   |  |  |                                  |  |
| sir George Hamilton, I baronetto di Donalong |                          | Isabel Hamilton              |                                    |  |  |       |  |  |                                   |  |  |                                  |  |
|                                              | Robert Boyd, V lord Boyd | Robert Boyd, IV lord Boyd    |                                    |  |  |       |  |  |                                   |  |  |                                  |  |
|                                              | Robert Boyd, V lord Boyd | Robert Boyd, IV lord Boyd    |                                    |  |  |       |  |  |                                   |  |  |                                  |  |
|                                              | Robert Boyd, V lord Boyd | Helen Somerville             |                                    |  |  |       |  |  |                                   |  |  |                                  |  |
| Thomas Boyd, VI lord Boyd                    | Robert Boyd, V lord Boyd |                              |                                    |  |  |       |  |  |                                   |  |  |                                  |  |
|                                              |                          | Margaret Colquhoun           | George Colquhoun                   |  |  |       |  |  |                                   |  |  |                                  |  |
|                                              |                          | Margaret Colquhoun           | George Colquhoun                   |  |  |       |  |  |                                   |  |  |                                  |  |
|                                              |                          | Margaret Colquhoun           | Margaret Boyd                      |  |  |       |  |  |                                   |  |  |                                  |  |
| Marion Boyd                                  |                          | Margaret Colquhoun           |                                    |  |  |       |  |  |                                   |  |  |                                  |  |
|                                              |                          | sir Matthew Campbell         | sir Hugh Campbell                  |  |  |       |  |  |                                   |  |  |                                  |  |
|                                              |                          | sir Matthew Campbell         | sir Hugh Campbell                  |  |  |       |  |  |                                   |  |  |                                  |  |
|                                              |                          | sir Matthew Campbell         | lady Elizabeth Stewart             |  |  |       |  |  |                                   |  |  |                                  |  |
| Marion Campbell                              |                          | sir Matthew Campbell         |                                    |  |  |       |  |  |                                   |  |  |                                  |  |
|                                              |                          | Isabel Drummond              | sir John Drummond                  |  |  |       |  |  |                                   |  |  |                                  |  |
|                                              |                          | Isabel Drummond              | sir John Drummond                  |  |  |       |  |  |                                   |  |  |                                  |  |
|                                              |                          | Isabel Drummond              | Margaret Stewart                   |  |  |       |  |  |                                   |  |  |                                  |  |
|                                              |                          | Isabel Drummond              |                                    |  |  |       |  |  |                                   |  |  |                                  |  |